# Pietro Gori
(Iscrizione sulla lapide dedicata a Pietro Gori dalla Federazione anarchica italiana di Gubbio)
Ernesto Antonio Pietro Giuseppe Cesare Augusto Gori (Messina, 14 agosto 1865 – Portoferraio, 8 gennaio 1911) è stato un anarchico, giornalista, avvocato, poeta, scrittore e compositore italiano.
Oltre che per l'attività politica, è ricordato come autore di alcune tra le più famose canzoni anarchiche della fine del XIX secolo, tra cui Addio a Lugano, Stornelli d'esilio, Inno del Primo Maggio e La ballata di Sante Caserio, che Gori compose adattando solitamente i propri testi a melodie già esistenti. 

## Biografia
Nato a Messina, in contrada San Mercurio (attuale via del Vespro), da genitori toscani, Francesco, originario dell'isola d'Elba, e  Giulia Lusoni, discendente da una nobile famiglia di Rosignano Marittimo, fu battezzato con i nomi di Ernesto Antonio Pietro Giuseppe Cesare Augusto. Il padre Francesco era capitano d'artiglieria (il nonno Pietro era stato ufficiale napoleonico), comandante del presidio di artiglieria di Messina, e simpatizzante mazziniano. Nel 1878 si trasferì con la famiglia a Livorno e giovanissimo aderì a un'associazione monarchica - da cui venne espulso per non meglio precisate “indelicatezze” - e iniziò quindi a collaborare con La Riforma, un periodico moderato. Ben presto però aderì al movimento anarchico, di cui divenne in breve tempo una delle figure più influenti. Nel 1887 fu arrestato per un'epigrafe scritta per ricordare i martiri di Chicago - militanti anarchici che, accusati di aver organizzato i disordini del 1º maggio 1886 per rivendicare la giornata lavorativa di otto ore, furono impiccati l'11 novembre 1887 -, ritenuta un'istigazione alla protesta contro le navi statunitensi alla fonda nel porto di Livorno.
Nel 1889 si laureò a Pisa in giurisprudenza con una tesi intitolata La miseria e il delitto, avendo come relatore Carlo Francesco Gabba.
Nel novembre dello stesso anno pubblicò, sotto lo pseudonimo di Rigo (anagramma del suo cognome), un primo opuscolo - "Pensieri ribelli" - contenente i testi delle prime conferenze. L'opuscolo fu però sequestrato e la sua pubblicazione gli fruttò l'arresto per «istigazione all'odio di classe», accusa dalla quale uscì assolto grazie anche ad un nutrito stuolo di legali - compagni di università e professori - che ne assunsero la difesa. La notizia dell'arresto decretò peraltro il successo del pamphlet, stampato in 1500 copie.
Il 13 maggio 1890 venne nuovamente arrestato perché considerato tra gli organizzatori delle manifestazioni del primo maggio a Livorno, con le accuse di «ribellione ed eccitamento all'odio fra le diverse classi sociali» e di «eccitamento allo sciopero e resistenza all'autorità». Questa volta venne condannato ad un anno di reclusione (pena poi annullata in Cassazione) e rimase in carcere, prima a Livorno e poi a Lucca, fino al 9 novembre.

### Il periodo milanese
In seguito si trasferì a Milano, dove esercitò la professione di avvocato presso lo studio di Filippo Turati. Nel gennaio 1891 sostenne le tesi malatestiane al congresso di Capolago, nel quale si decise la fondazione del Partito Socialista Anarchico Rivoluzionario. Nello stesso anno partecipò al congresso del Partito Operaio Italiano che si tenne a Milano e tradusse, per la biblioteca popolare socialista, il Manifesto del Partito Comunista di Karl Marx e Friedrich Engels, basandosi su una traduzione francese. Verso la fine dell'anno iniziò le pubblicazioni de L'amico del popolo, un giornale che si autodefiniva "socialista anarchico" e di cui uscirono 27 numeri, tutti sequestrati, che gli procurarono altri arresti e processi.
Il 4 aprile 1892, in una conferenza dal titolo "Socialismo legalitario e socialismo anarchico", tenuta nella sede del "Consolato operaio" di Milano, esplicitò le posizioni anarchiche e libertarie, fortemente critiche nei confronti del socialismo gradualista, ritenuto autoritario e parlamentarista. Non stupisce, quindi, che il 14 agosto dello stesso anno, al congresso nazionale delle organizzazioni operaie e socialiste tenutosi a Genova, Gori fosse tra i più strenui oppositori della maggioranza gradualista, che decise di dar vita al Partito dei Lavoratori Italiani, trasformatosi poi in Partito Socialista dei Lavoratori Italiani e in seguito in Partito Socialista Italiano.
Ormai ben conosciuto dalla polizia - una nota riservata del Ministero dell'interno del 22 novembre 1891 diretta a tutti i prefetti del Regno chiedeva che venisse sottoposto a "speciale sorveglianza" -, all'approssimarsi del primo maggio veniva sistematicamente arrestato per motivi cautelari. Durante una di queste detenzioni, proprio nel 1892, scrisse nel carcere di San Vittore il testo di una delle sue canzoni più note: Inno del primo maggio. Le sue prime opere poetiche, Alla conquista dell'Avvenire e Prigioni e Battaglie, pubblicate nei mesi successivi, andarono ben presto esaurite, nonostante la tiratura fosse di ben 9000 copie.
La sua attività di avvocato a difesa dei compagni e di conferenziere proseguì intanto senza sosta. In questo periodo partecipò anche, nell'agosto 1893, al congresso socialista di Zurigo, dal quale venne espulso, e fondò la rivista "La Lotta Sociale", che ebbe breve vita a causa dei continui sequestri disposti dall'autorità.

### Il primo esilio
Dopo l'approvazione voluta dal governo Crispi di tre leggi antianarchiche (luglio 1894), Gori, che era restato in corrispondenza con Sante Caserio, da lui difeso in un processo a Milano, fu accusato dalla stampa borghese di essere l'ispiratore dell'omicidio del presidente francese Sadi Carnot e, per evitare una condanna a cinque anni di carcere, fu costretto a fuggire a Lugano. Nel gennaio 1895 fu arrestato con altri diciassette esuli politici italiani e, dopo due settimane di carcere, fu espulso insieme a loro dalla Svizzera. Per l'occasione compose i versi di quella che è la più nota canzone anarchica: Addio a Lugano.
Attraverso la Germania e il Belgio, giunse a Londra dove si incontrò con i principali esponenti dell'anarchismo mondiale. Dopo il breve periodo nel Regno Unito si recò a New York e da qui partì per un ampio giro di conferenze (oltre 400 in un anno) in Canada e negli Stati Uniti d'America, dove collaborò alla rivista La Questione Sociale.
Nell'estate 1896 tornò a Londra per partecipare, come delegato delle organizzazioni operaie statunitensi, ai lavori del secondo congresso dell'Internazionale Socialista, in cui ribadì le sue tesi anarchiche. Nella città si ammalò gravemente e fu ricoverato al National Hospital.
Grazie all'interessamento di alcuni parlamentari, il governo gli concesse di rientrare in Italia anche se lo obbligò, almeno inizialmente, a risiedere all'Isola d'Elba. Una volta rientrato, riprese i contatti con il movimento anarchico e quindi l'attività di avvocato in difesa dei compagni e la collaborazione a pubblicazioni periodiche anarchiche, tra cui L'Agitazione di Ancona.

### Il secondo esilio
Nel 1898 l'aumento dei prezzi del pane provocò tumulti in tutta Italia ai quali il governo di Rudinì rispose duramente. I morti del 7 maggio a Milano (il cui numero varia dagli 80 dei dati ufficiali agli oltre 300 secondo gli oppositori), quando il generale Bava-Beccaris ordinò all'esercito di sparare sulla folla, furono accompagnati dalla repressione delle organizzazioni politiche e sindacali di sinistra, a seguito della quale Gori fu costretto ad un nuovo esilio per evitare la condanna - a dodici anni - che gli venne inflitta in contumacia.
Da Marsiglia si imbarcò alla volta del Sudamerica. Qui si fece conoscere sia per la sua attività politica sia per quella scientifica. Infatti, oltre ad essere tra i promotori della Federazione operaia regionale argentina, tenne corsi di criminologia all'Università di Buenos Aires e fondò la rivista Criminologia moderna, onde diffondere uno studio del crimine basato sulle teorie libertarie, in contrasto con quella repressiva di stampo lombrosiano. Fu iniziato in Massoneria a Buenos Aires nella loggia "Rivadavia" N. 51 il 12 agosto 1901.

### L'ultimo periodo

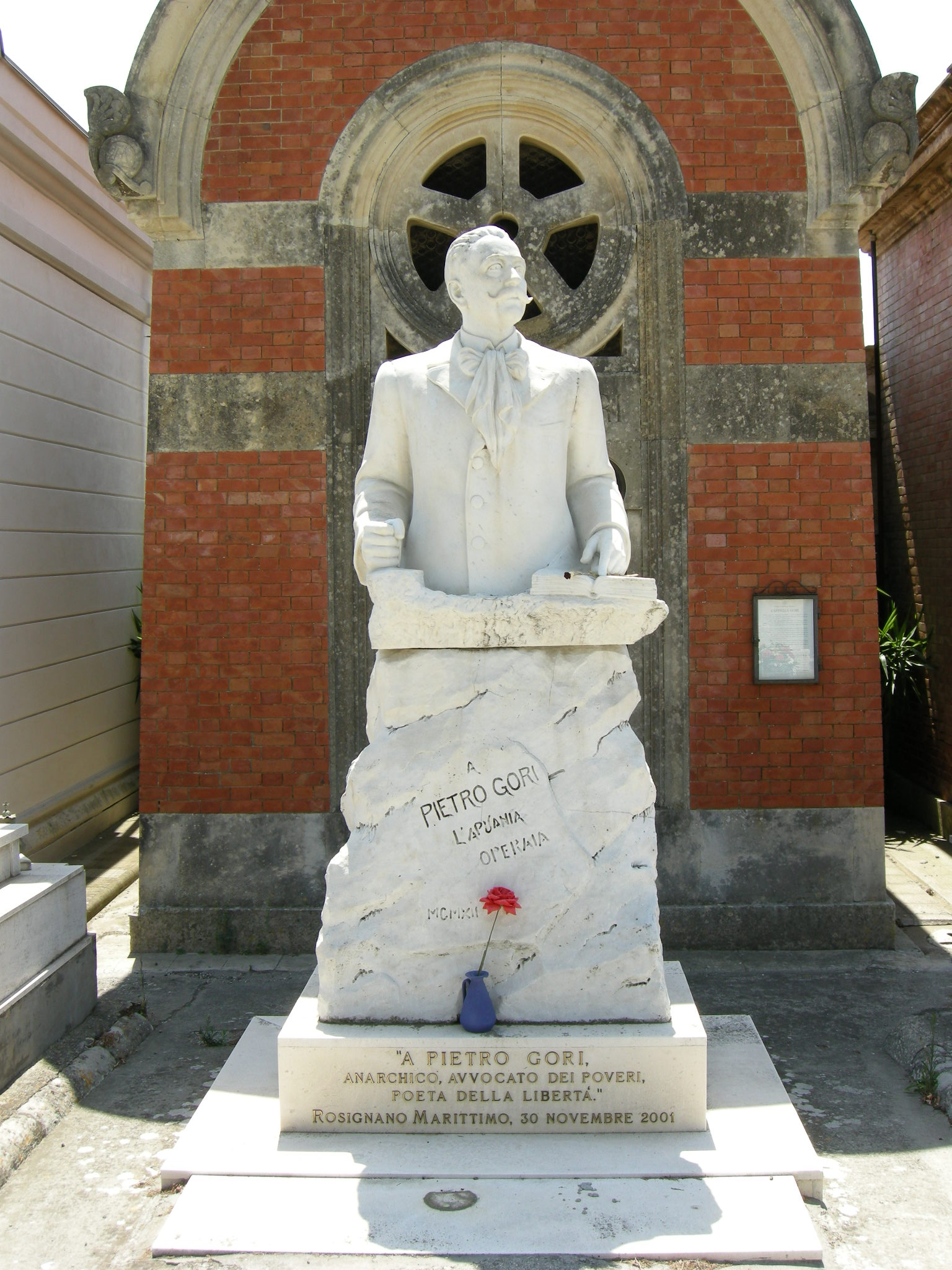
Monumento a Pietro Gori nel cimitero di Rosignano Marittimo

Grazie ad un'amnistia e per problemi familiari oltre che di salute, nel 1902 rientrò in Italia e, l'anno successivo, insieme a Luigi Fabbri, fondò la rivista Il pensiero. Se si esclude un viaggio in Egitto e Palestina nel 1904, passò i pochi anni della vita rimastigli nelle consuete attività di attivista politico, di scrittore e di avvocato difensore dei compagni arrestati.
Colpito dalla tubercolosi, morì l'8 gennaio 1911 a Portoferraio, all'età di quasi 46 anni, lasciando un'ampia produzione letteraria che spazia dal saggio politico al teatro, dalla criminologia alla poesia, oltre alle arringhe e alle conferenze. La città di Portoferraio gli ha dedicato una via del centro e la piazza principale del paese, dove ha sede il municipio; il 3 febbraio 2018 l'amministrazione di centro-destra ha poi modificato la denominazione della piazza, intitolandola al precedente sindaco Giovanni Ageno.
È sepolto nel cimitero di Rosignano Marittimo. A Rosignano il suo monumento venne semidistrutto negli anni trenta da una squadra fascista (il monumento danneggiato si trova ancora nella cappella di famiglia, a ricordo dell'evento); vent'anni dopo, la sezione comunista del paese gli dedicò un nuovo monumento, ancora presente sul luogo. 
Nel Capoluogo di Rosignano Marittimo è presente ancor'oggi la casa natale della Famiglia Gori alla quale sono affisse 2 targhe in marmo commemorative della figura di Pietro Gori con al fianco l'ideale di Libertà. La sua figura è anche ricordata da una targa posta a Piombino nei pressi della stazione ferroviaria. Rimossa sotto il fascismo, la targa fu ricollocata dai piombinesi nel 1945.
Esiste anche una targa posta dagli anarchici e liberi pensatori di Castagneto Carducci nella piazzetta principale del paese, che lo ricorda come apostolo e poeta del liuto gentile, diffusore dell'ideale anarchico perseguitato ovunque, che con la sua voce portò amore giustizia e libertà.

## Canti composti da Gori
- Inno dei lavoratori del mare - 1890 circa
- Inno del Partito Socialista Anarchico (musica di Carlo Della Giacoma) - 1890 circa
- Inno della canaglia (Marcia dei Ribelli) (su musica di Carlo Della Giacoma) - 1891
- Inno del Primo Maggio (o Vieni, o Maggio/Canzone del Maggio, sulla musica dell'aria Va' pensiero, dal Nabucco di Giuseppe Verdi, in taluni casi con leggere modifiche) - 1892
- Addio a Lugano (o Addio Lugano bella, sull'aria popolare Addio a Sanremo) - 1895
- Stornelli d'esilio (su musica popolare toscana de La figlia campagnola, ritornello da Gioachino Rossini) - 1895
- Amor ribelle (o Amore ribelle, su musica dell'Inno nichilista, canto degli anarchici russi) - 1895
- Addio compagni addio (Canto dei coatti) (prima versione: sulla canzone popolare toscana La sofferenza del carcerato; seconda versione: sulla stessa musica di Addio a Lugano) - 1896
- La ballata di Sante Caserio (su musica popolare toscana di Suona la mezzanotte) - 1900

## Opere su Gori
Su Pietro Gori sono stati scritti libri come "Pietro Gori il cavaliere errante dell'anarchia. Studi e testi" di Maurizio Antonioli e "È arrivato Pietro Gori" di Tiziano Arrigoni. Nel 2021 è stato realizzato il documentario “Pietro Gori. Storie di anarchia e di libertà” di Gioele Gallo e Nicolas Micheletti, con Massimo Bucciantini.